# Braine-l'Alleud
Braine-l'Alleud (in olandese Eigenbrakel, in vallone Brinne-l'-Alou) è un comune belga di 37 512 abitanti, situato nella provincia vallona del Brabante Vallone.

## Amministrazione

### Gemellaggi
- Basingstoke
- Alençon